# 青森県立美術館
青森県立美術館（あおもりけんりつびじゅつかん）は、青森県青森市にある美術館である。所在地は青森市大字安田字近野地内。三内丸山遺跡の隣に位置する。

## 概要
青森県文化観光部県立美術館開館準備局が計画を練ってきた。2005年9月には建築関係者向けの内覧会が行われ、300人の建築業界の人が全国から集まった。2005年10月30日には「始動する青森県立美術館」と題して、東京芸術大学助教授の熊倉純子をコーディネーターに、青木淳、青森出身の奈良美智、青森県知事三村申吾による「竣工記念シンポジウム」があり、青森県立美術館は抽選により選ばれた県民の見学者に一般公開された。
青森県内の美術館5館で構成する「AOMORI GOKAN」の一つである。

## 建築
- 設計者 - （株）青木淳建築計画事務所
- 設備設計 - （株）森村設計
- 敷地面積 - 129536.37m2
- 建築面積 - 7129.82m2
- 延床面積 - 15837.41m2
- 構造 - 鉄骨鉄筋コンクリート造（一部鉄骨造）
- 工事期間 - 2002年10月～2005年9月
- 工事費（既契約額） - 約110億円

伊東豊雄が審査委員長を務めた国際建築設計競技コンペの結果、建築設計者として、建築家青木淳が入選した。地下2階、地上2階で、遺跡の発掘現場のような土の大きな溝（トレンチ）に凹凸の白い構造体を被せるという設計で、三内丸山遺跡と一体化したデザインとなっている。この、上向きと下向きの凹凸の間にできる隙間を「土の展示室」とし、それ以外は「展外展示室」や「創作ヤード」とすることで、全体が美術館として利用できるように設計されている。
美術館の中心には「アレコホール」という空間が設けられ、マルク・シャガールによって作られた、プーシキンの詩、ラフマニノフの音楽、巨匠レオニード・マシーンの振り付けによるバレエ「アレコ」の背景画3点（縦9メートル、横15メートル）を一度に傍観できる。この他、常設展示室や企画展示室、シアター（220席）、コミュニティーギャラリー、キッズルーム、コミュニティホールなどがある。また、奈良美智が、「あおもり犬」（高さ約8.5メートル）と「八角堂」の展示空間を手がけている。
美術館及びホームページで使用されているオリジナルフォント・サインは菊地敦己によるもの。

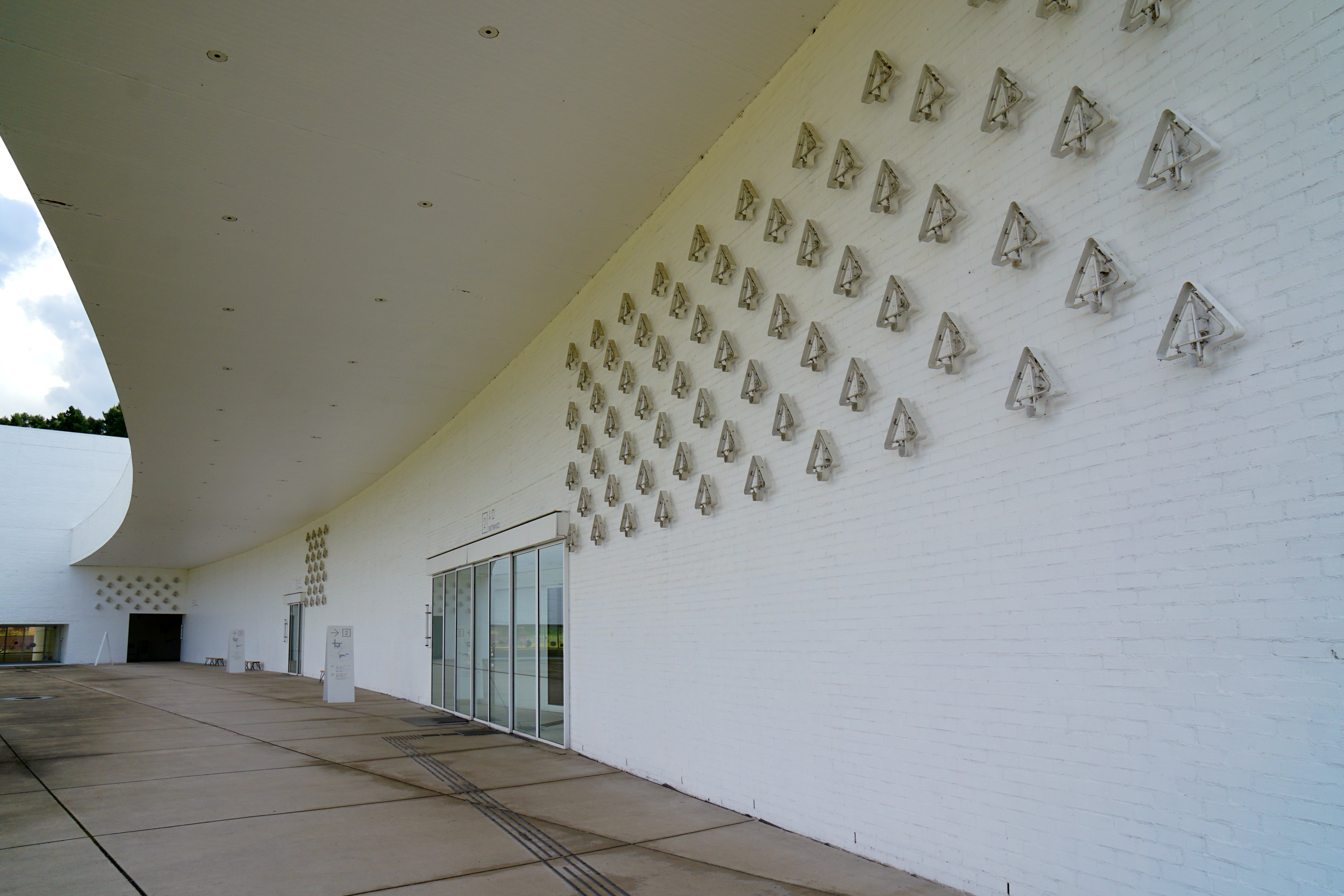
入り口のネオンサイン
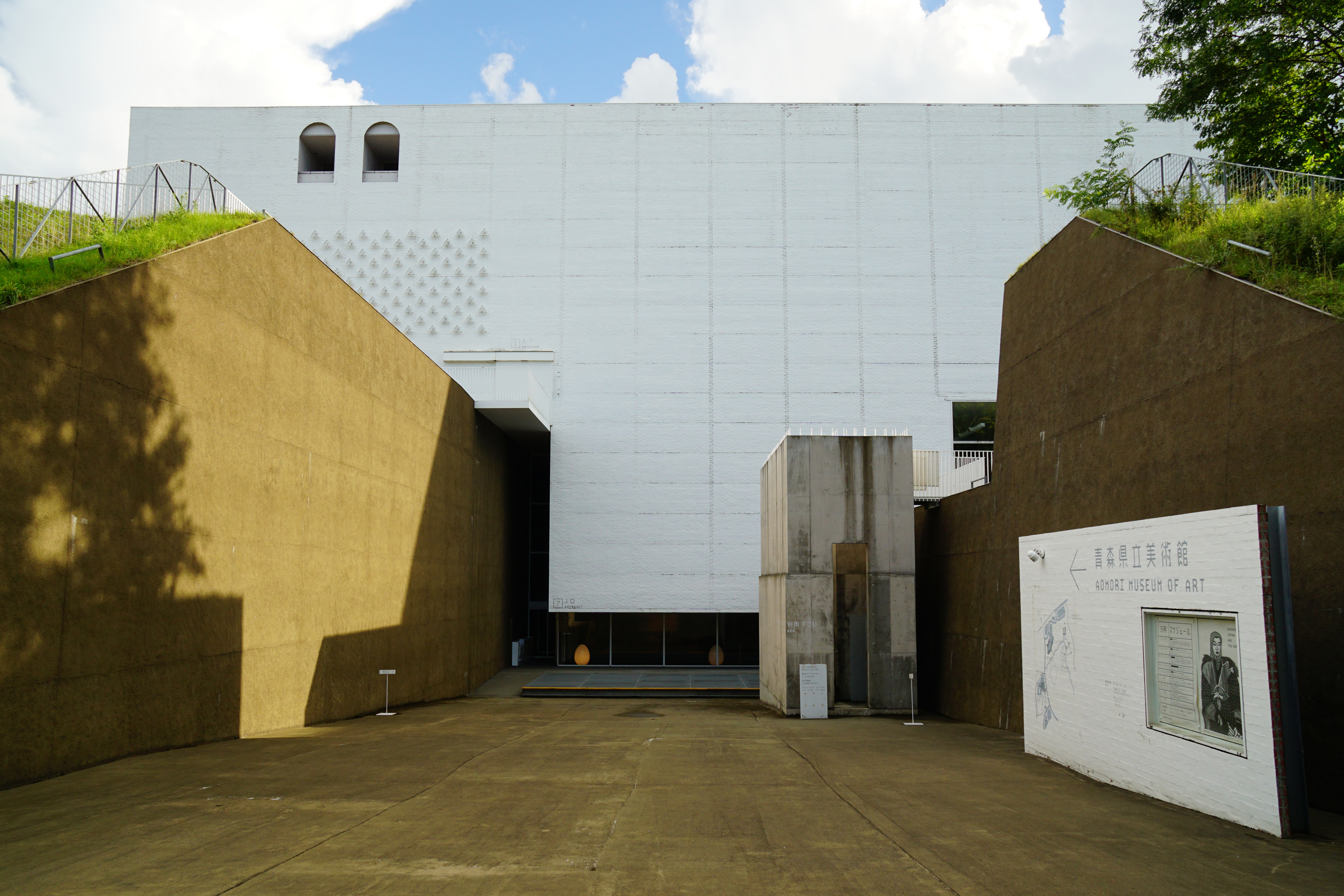
入り口
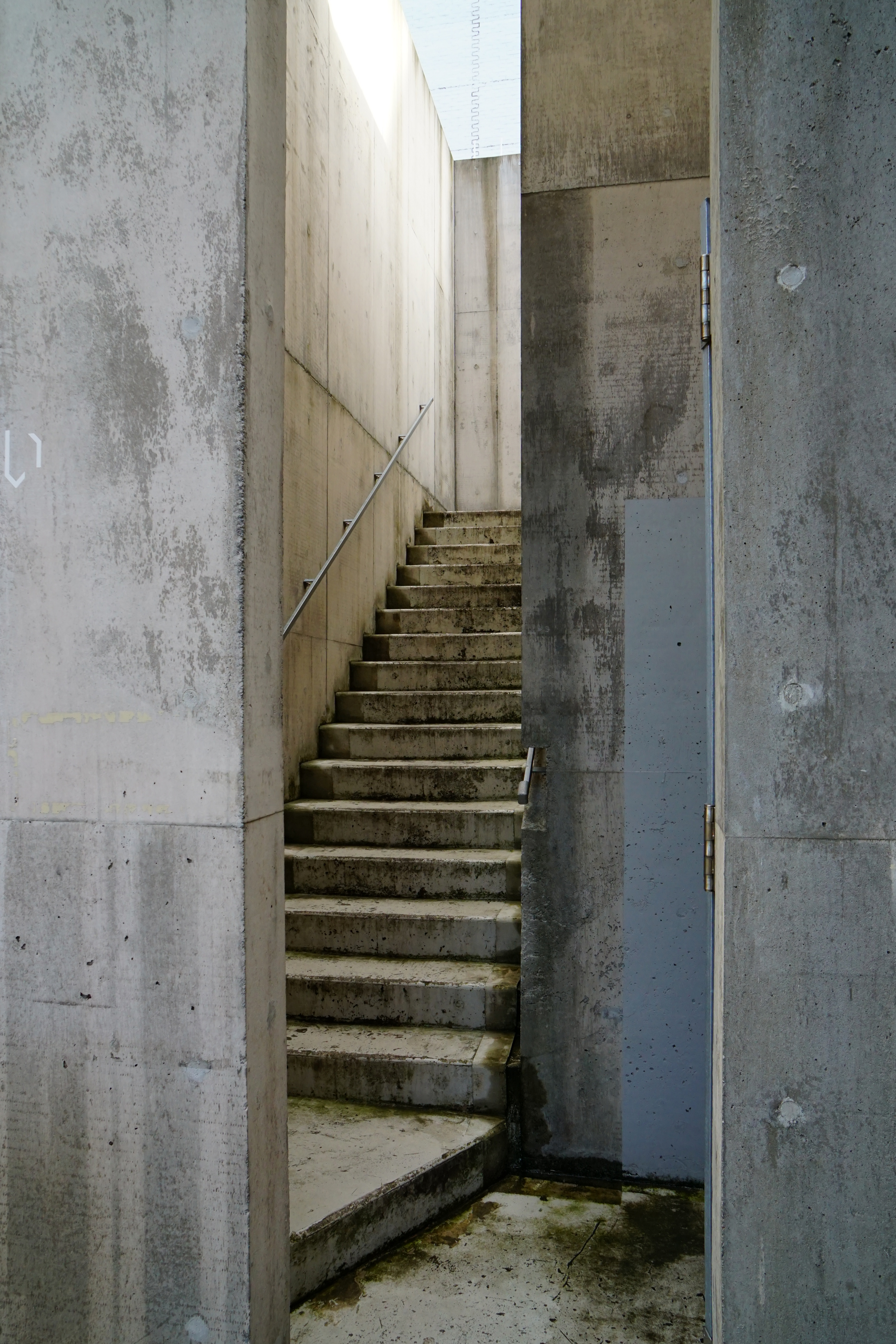
階段
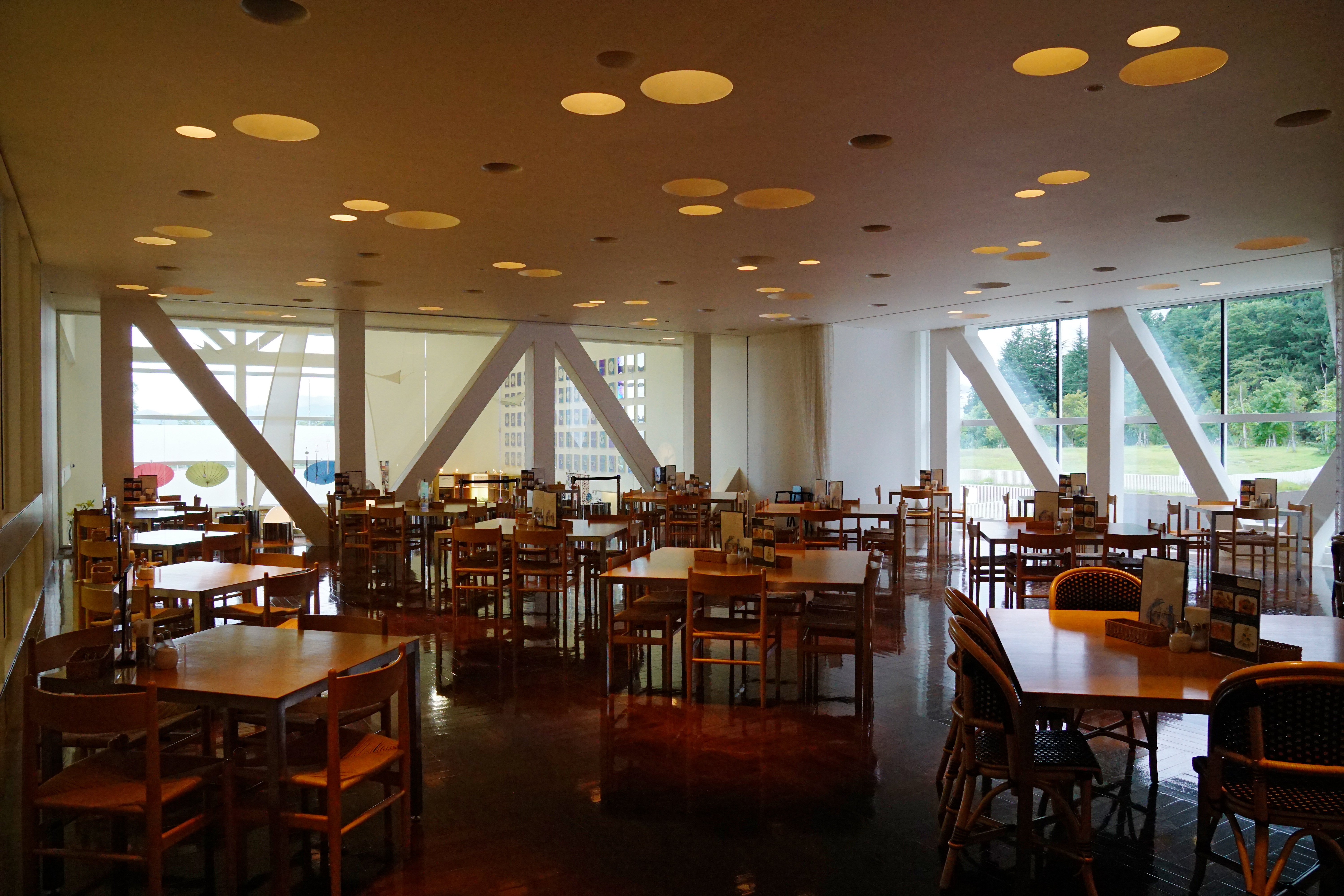
ミュージアムカフェ
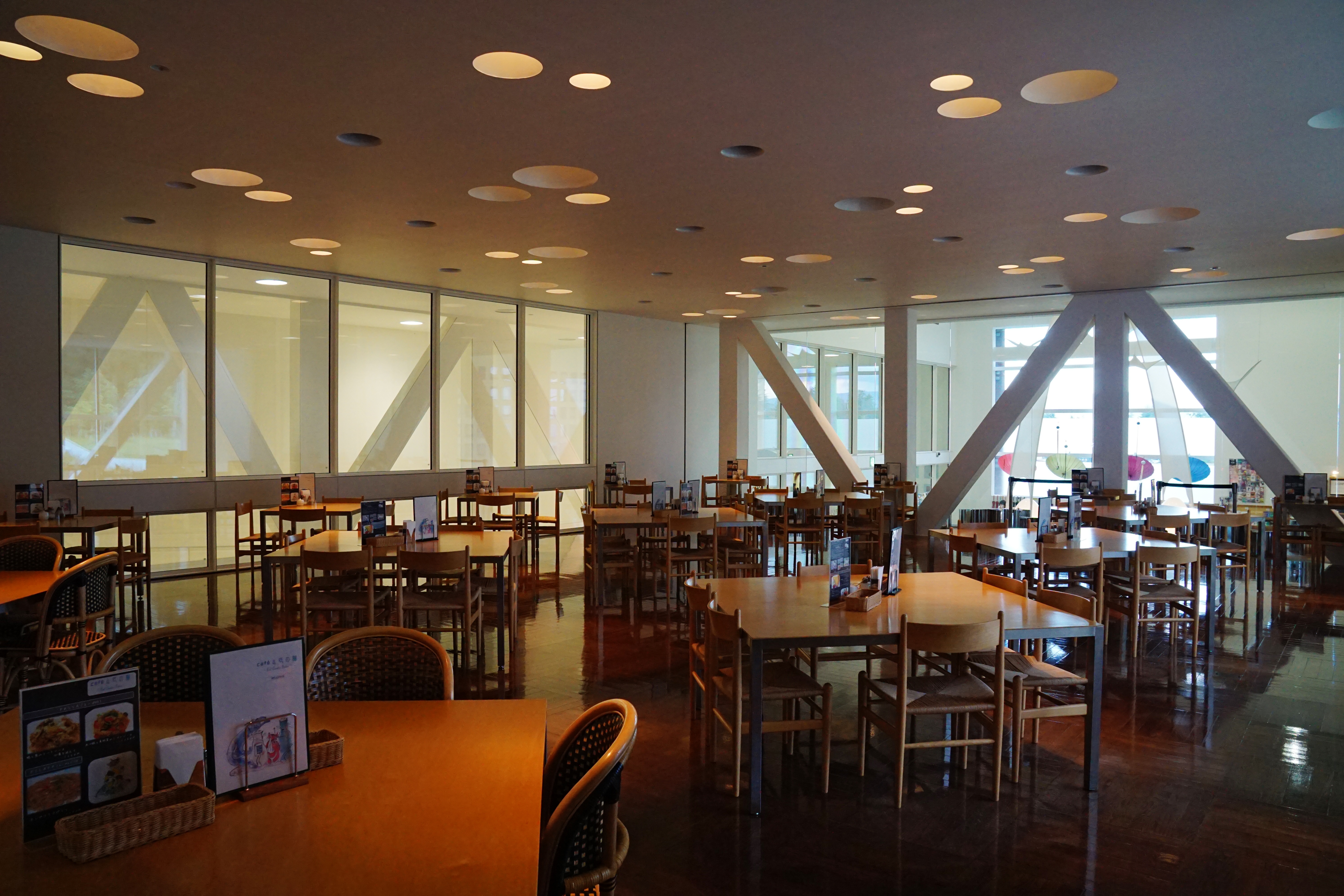
ミュージアムカフェ
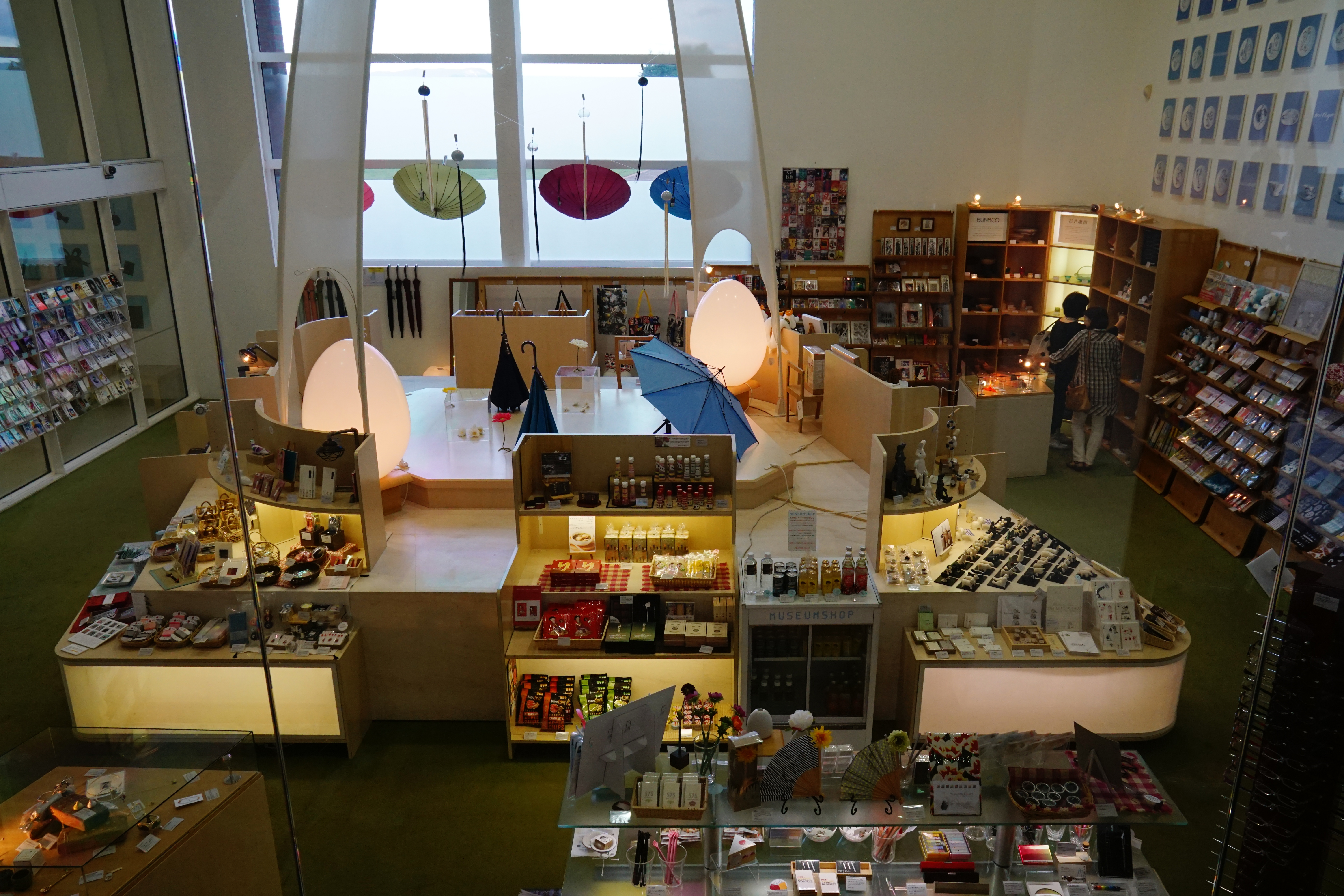
ミュージアムショップ
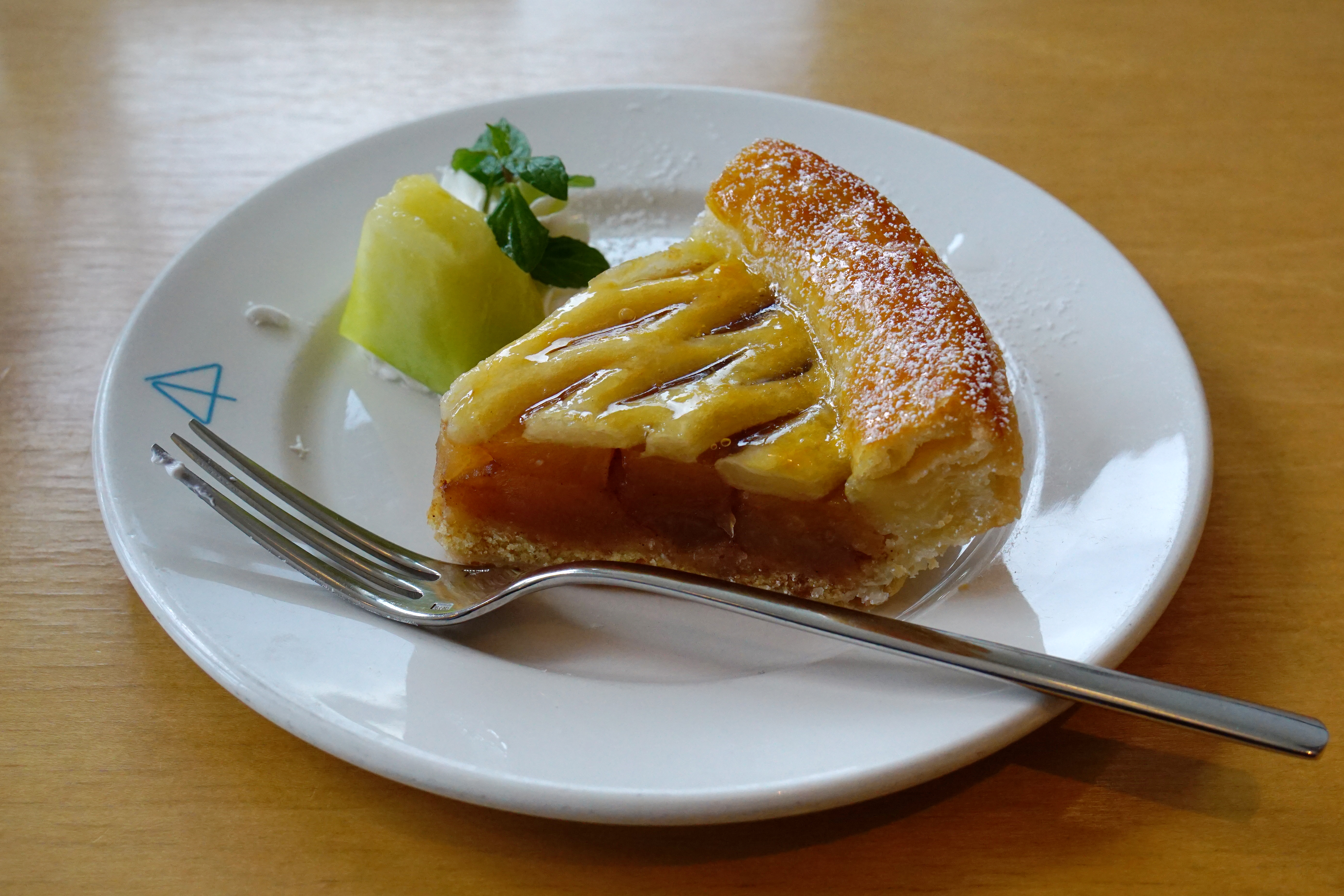
スイーツ

## 収蔵作品

### 郷土出身の芸術家
- 棟方志功 - 2023年度末の棟方志功記念館閉館後、同館の収蔵品はすべて青森県立美術館が受け入れることとなっている[2]。
- 工藤甲人
- 工藤哲巳
- 寺山修司
- 成田亨
- 奈良美智 - 1988年から2000年までのドイツ時代の作品を中心に170点余りを所蔵。作者自身からの寄託品もある。

### 県外出身の芸術家
- 今井俊満
- 恩地孝四郎
- 近藤悠三

### 海外出身の芸術家
- ピカソ
- マティス
- クレー
- シャガール

などの作品を展示。
開館記念展ではシャガールの数々の作品を集めた展覧会が開催された。

## 歴代館長
- 三村申吾 - 初代館長[3]。青森県知事。外部有識者による選考委員会を経て、青森県教育庁美術館整備推進監・美術館長予定者に就任していた黒岩恭介を、知事交代に伴う方針転換から、開館直前に青森県立近代文学館へ更迭。初代館長を県知事が兼ねる異例の体制でのスタートとなった[4]。
- 鷹山ひばり - 二代館長。七戸町立鷹山宇一記念美術館館長を経て、2009年1月就任。
- 杉本康雄 - 三代館長。みちのく銀行頭取、会長、相談役を歴任。2015年4月就任。
- 平田オリザ - 四代館長。劇作家、演出家。2025年4月就任[5]。

## アクセス
- 東北自動車道 青森IC、青森自動車道 青森中央ICから国道7号青森環状道路経由で青森市道都市計画道路3・4・15号里見丸山線[6]に入る[7]。
- 東日本旅客鉄道（JR東日本）新青森駅からあおもりシャトルdeルートバス「ねぶたん号」及びJR東日本・青い森鉄道青森駅から青森市営バス三内丸山遺跡線で｢県立美術館前｣バス停下車。

## 主な関係者
- 飯田高誉 - 学芸員（2011年～2014年）
- 高橋洋介 - 学芸員（2012年〜2014年）
- 奥脇嵩大 - 学芸員（2014年～）
- 松江李穂 - 学芸員（2024年～）